# Каролина Проценко
Каролина Николаевна Проценко (на украински: Кароліна Миколаївна Проценко) е украинска цигуларка, живееща в Калифорния. От детството си тя става известна, като свири кавъри на хитова музика по улиците на Санта Моника.

## Младост и обучение
Каролина Проценко е родена на 3 октомври 2008 г. в Украйна. Баща ѝ е любител китарист, а майка ѝ – любител пианист. През 2014 г. семейството напуска Украйна и се установява в Санта Моника; Каролина започва да взема уроци по цигулка там. Тя също се научава да свири на китара и пиано няколко години по-късно. Каролина Проценко се занимава с класически танци от ранна възраст.

## Кариера
През 2017 г. момиченцето предлага на родителите си да пее като уличен музикант в Санта Моника, за да спечели малко джобни пари; нейните изпълнения имат голям успех и на следващата година тя решава, със съгласието с родителите си, да излъчи видеоклиповете в интернет. През юни 2022 г. тя има повече от 7 милиона абонати в „Ютюб“ и близо 930 000 абонати в профила си в „Инстаграм“.

## Дискография
| Албуми           | Албуми |
| Заглавие         | От     |
| ---------------- | ------ |
| My Dream         | 2018   |
| Sunflower        | 2018   |
| Sky              | 2019   |
| Finally Together | 2022   |
| L'italiano       | 2023   |